# Brazieria obesa
Brazieria obesa е вид охлюв от семейство Zonitidae.

## Разпространение
Този вид е разпространен в Микронезия.